# Toalla de pie
Una toalla de pie es una toalla, generalmente pequeña y rectangular, cuya función es secar los pies al salir de la ducha.

## Uso
El uso de la toalla de pie no es siempre común ni recomendable ya que es posible que resbale en pisos. Sin embargo, ciertas toallas incluyen una superficie diseñada especialmente para evitar dicha situación, haciendo su uso mucho más seguro.
Hay dos tipos de toallas de pie:
- Una toalla más grande con espacio para los dos pies.
- Dos toallas separadas y pequeñas que pueden ponerse juntas para cumplir el mismo propósito. La desventaja es la separación entre las toallas, que puede llegar a provocar que el usuario resbale e, incluso, que acabe herido.

Las dos variedades están disponibles en el mercado.

## Aparición
Al igual que las toallas regulares del baño, las de pie se venden de muchos colores. Además, algunos fabricantes incluyen paisajes y personajes de dibujos animados en sus productos.
- Datos: Q5465768